# (26074) Carlwirtz
(26074) Carlwirtz est un astéroïde de la ceinture principale de la famille de Hungaria, également aréocroiseur.

## Description
(26074) Carlwirtz est un astéroïde de la ceinture principale, de la famille de Hungaria. Il présente une orbite caractérisée par un demi-grand axe de 1,81 UA, une excentricité de 0,09 et une inclinaison de 31,6° par rapport à l'écliptique.

## Compléments